# تورمایوو
تورمایوو (انگلیسی: Turmayevo) یک شهرک در شهرستان استرلیباشفسکی استان باشقیرستان کشور روسیه است.